# Edgars Piksons
Edgars Piksons, né le 17 juillet 1983 à Cēsis, est un biathlète letton actif en équipe nationale de 2000 à 2014. 

## Biographie
Aux Championnats d'Europe 2006, il est médaillé d'argent à la poursuite.
Il a participé aux Jeux olympiques d'hiver de 2006 et 2010 et s'est classé huitième du sprint des Championnats du monde 2011, de loin son meilleur résultat en carrière.
En septembre 2014, il est contrôlé positif à une substance dopante, la norandrostérone. Il ne demande pas l'analyse de l'échantillon B et décide de prendre sa retraite sportive.

## Palmarès

### Jeux olympiques
| Épreuve / Édition              | Individuelle | Sprint | Poursuite | Départ en ligne | Relais |
| Jeux olympiques 2006 Turin     | 79e          | —      | —         | —               | 16e    |
| Jeux olympiques 2010 Vancouver | 37e          | 78e    | —         | —               | 19e    |

Légende :
- — : pas de participation à l'épreuve
- : pas d'épreuve

### Championnats du monde
| Épreuve / Édition               | Hochfilzen 2005 | Antholz-Anterselva 2007 | Östersund 2008 | Pyeongchang 2009 | Khanty-Mansiysk 2011 | Ruhpolding 2012 | Nove Mesto 2013 |
| Sprint 10 km                    | 54e             | 74e                     | 97e            | 58e              | 8e                   | 81e             | 39e             |
| Poursuite 12,5 km               | 42e             | -                       | -              | DNS              | 20e                  | -               | 40e             |
| Mass start 15 km                | -               | -                       | -              | -                | 21e                  | -               | -               |
| Individuelle 20 km              | -               | 85e                     | -              | -                | 38e                  | 65e             | 85e             |
| Relais 4 × 7,5 km masculin      | 19e             | 12e                     | 13e            | 17e              | 14e                  | 19e             | 21e             |
| Relais 2 × 6 + 2 × 7,5 km mixte | -               | -                       | -              | -                | 17e                  | -               | 23e             |

### Coupe du monde
- Meilleur classement général : 60e en 2011.
- Meilleur résultat individuel : 8e.

#### Classements annuels
| Année | Classement général final |
| 2010  | 115e                     |
| 2011  | 60e                      |
| 2013  | 100e                     |

### Championnats d'Europe
- Médaille d'argent de la poursuite en 2006.

### Championnats d'Europe junior
- Médaille de bronze du relais en 2002.